# Французский протекторат Тунис
Французский протекторат Тунис (фр. Protectorat français de Tunisie, араб. الحماية الفرنسية في تونس‎) — протекторат, основанный в 1881 году, входивший в состав Французской колониальной империи и просуществовавший вплоть до провозглашения  независимости Туниса в 1956 году. Занятие французами Туниса состоялось спустя пять десятилетий после завоевания соседнего Алжира.
Тунис был частью разваливающейся Османской империи, однако пользовался большой автономией под управлением бея Мухаммада III ас-Садика. В 1877 году Россия объявила войну Османской империи. Победа России привела к обретению независимости несколькими балканскими стран. После этого начались международные дискуссии о будущем североафриканских провинций Османской империи. В 1878 году для решения так называемого «восточного вопроса» был созван Берлинский конгресс. Великобритания, которая выступала против полной ликвидации Османской империи, предложила Франции контроль над Тунисом в обмен на Кипр. Германия была мало заинтересована в землях в южном Средиземноморье, к тому же она надеялась, что экспансия французов в Северной Африке отвлечёт их внимание от пересмотра итогов Франко-прусской войны. В результате, Германия согласилась на господство Франции в Тунисе. Италия, имевшая экономические интересы в Тунисе, решительно выступила против реализации этого плана, однако другие великие державы не прислушались к аргументам Италии.
В апреле 1881 года французские войска перешли границу Туниса со стороны Французского Алжира. Армия тунисского бея капитулировала. В мае тунисский бей Мухаммад Ас-Садик подписал продиктованное ему соглашение, официально установивший протекторат Франции над Тунисом. Тем не менее, часть тунисцев продолжила сопротивление: военные действия продолжались до конца 1881 года.
Под протекторатом Франции Тунис имел собственный герб, гимн, государственные деньги и почтовые марки. Параллельно и под номинальным руководством местной родовой аристократии Тунисом управляла французская администрация во главе с губернатором. Вся внешняя политика Туниса находилась полностью в руках Франции. В Тунисе появились французские колонисты: фермеры-переселенцы, торговцы, католические миссионеры из числа так называемых белых отцов, виноделы, художники, и учёные — натуралисты и археологи. Французами были проведены крупные усовершенствования в инфраструктуре, промышленности, финансовой системе, здравоохранении и администрировании Туниса. Впервые комплексному изучению подверглось античное наследие Туниса, проведены археологические раскопки. Были построены католические храмы и монастыри. Бизнесмены и фермеры, прибывшие из Франции, внесли значительный вклад в рост и развитие местной экономики.
Тем не менее, стремление к независимости всегда существовало в Тунисе и пользовалось поддержкой многих его жителей. Движение за независимость Туниса было достаточно активно уже перед Первой мировой войной, и продолжало укрепляться до тех пор, пока в 1956 году Тунис не обрел независимость. После чего на протяжении следующих тридцати лет независимый Тунис находился под управлением диктатора Хабиба Бургибы, который установил в стране свой культ личности в качестве «Верховного борца». Страну в этот период покинула большая часть французов и евреев.